# Asmat Begum
Asmat Begum (XVI secolo – Agra, 10 ottobre 1621) è stata una nobildonna persiana, nota per essere stata la madre e la nonna di due imperatrici Moghul, rispettivamente Nur Jahan, moglie di Jahangir, e Mumtaz Mahal, moglie di Shah Jahan.

## Biografia
Asmat Begum era figlia di Mirza Ala-ud-Daula Aqa Mulla, la cui famiglia era di origini persiane.
Colta e istruita, fu data in sposa al nobile persiano Mirza Ghiyas Beg, figlio minore del visir di Khorasan Khvajeh Mohammad-Sharif, da cui ebbe sette figli, fra cui Asaf Khan e Mehrunnissa Begum, la futura Nur Jahan. Nel 1576, suo marito cadde in disgrazia e la famiglia trovò asilo alla corte Moghul di Agra, dove regnava l'imperatore Akbar. Ghiyas divenne un importante funzionario a servizio prima di Akbar e poi di suo figlio Jahangir, che gli concesse il titolo di I'timad-ud-Daulah (pilastro dello stato), mentre suo cognato Ibrahim Khan fu nominato governatore del Bengala, ma nel 1607 Ghiyas fu accusato di aver sottratto 50.000 rupie dal tesoro imperiale e cadde nuovamente in disgrazia.
La famiglia si riprese solo nel 1611, quando l'imperatore Jahangir s'innamorò follemente di Mehrunnissa, sposandola in poco tempo: ribattezzata Nur Jahan, divenne una delle donne più potenti della storia indiana, e usò tale potere per garantire posizioni elevate al padre e ai fratelli, fra i quali Asaf Khan, che divenne gran visir. Insieme a loro, Nur Jahan formò una potente fazione politica che governava di fatto l'impero al posto dell'ormai debilitato Jahangir, e che lavorava per assicurare la successione a Shahryar Mirza, marito della figlia di primo letto di Nur Jahan, Mihrunnissa Banu Ladli Begum, piuttosto che a Khurram Mirza, oppositore di Nur Jahan, nonostante ne avesse sposato la nipote Arjumand (Mumtaz Mahal).
Durante questo periodo, Asmat divenne una figura potente, agendo come consigliera per la figlia e come figura materna per Jahangir, spingendolo ad accettare passivamente le decisioni della moglie. Era anche una nota imprenditrice attiva nel campo della cosmetica, e l'inventrice di un celebre profumo alla rosa chiamato Jahangiri-itr.
Asmat morì il 10 ottobre 1621, ad Agra. L'imperatore Jahangir pianse sinceramente la sua morte, paragonandola alla sua stessa madre, ed ebbe pesanti ripercussioni sul resto della sua famiglia, tanto che suo marito Ghiyas morì di dolore nei primi mesi del 1622. Furono sepolti uno accanto all'altro nel mausoleo commissionato da Nur Jahan.

## Discendenza
Da suo marito, ebbe sette figli, quattro maschi e tre femmine:
- Mirza Muhammad Sharif;
- Mirza Ibrahim Khan Fathi Jang;
- Mirza Itiqad Khan;
- Manija Begum;
- Mirza Abu'l-Hasan Asaf Khan (1569 - 1641), gran visir dell'imperatore Moghul Shah Jahan. Fu inoltre padre di Arjumand Banu Begum, che divenne l'imperatrice Mumtaz Mahal come moglie di Shah Jahan;
- Sahlia Begum;
- Mehrunnissa Begum (1577 - 1645), sposò l'imperatore Moghul Jahangir e, ribattezzata Nur Jahan, divenne una delle donne più potenti della storia dell'India. In precedenza, era stata sposata a Sher Afghan Khan, da cui aveva avuto la sua unica figlia, Mihrunnissa Banu Ladli Begum, che diede in moglie a uno dei figli di Jahangir, Shahryar. Quando Shahryar perse la guerra civile per il trono contro il suo fratellastro Khurram (Shah Jahan), Nur Jahan cadde in disgrazia e venne esiliata a Lahore, dove morì.